# Ajla Del Ponte
Ajla Del Ponte (Locarno, 15 de julio de 1996) es una velocista suiza especializada en la categoría de relevos 4 x 100 metros, aunque también ha participado en otras modalidades como carreras de 60, 100 y 200 metros lisos.

## Carrera
Comenzó participando en heptatlón, para acabar derivando a categorías sprint, que le permitieron hacerse con varios campeonatos en las categorías juveniles. Su primera experiencia internacional tuvo lugar en 2014 en el Campeonato Mundial Júnior de Atletismo celebrado en la ciudad estadounidense de Eugene, donde participó en las competiciones de 100 metros lisos, eliminada en la primera ronda, y con el cuadro suizo en relevos 4 x 100 metros, quedando quintos con una marca de 45,02 segundos. Al año siguiente, participó en la carrera de 200 metros en el Campeonato Europeo de Atletismo Sub-20 en Eskilstuna (Suecia), donde fue eliminada en los 200 metros al no poder superar tampoco su carrera clasificatoria.
En 2016 Del Ponte corrió en el Campeonato Europeo de Atletismo nuevamente con el equipo suizo para los relevos de 4 x 100 metros, estableciendo un nuevo récord nacional para Suiza con 42,87 segundos, llegando a quedar cuartas en la final con 43 segundos exactos. Poco después participó en su primera cita olímpica en los Juegos Olímpicos de Río de Janeiro, llegando a ser la segunda en su primera serie clasificatoria. No pudo avanzar de la segunda ronda de descarte, quedando quinta con 43,12 segundos.
En 2017 llegó a las semifinales del Campeonato Europeo de Atletismo en Pista Cubierta de Belgrado en la carrera de 60 metros, en la que fue eliminada con 7,39 segundos. En el Campeonato Europeo de Atletismo Sub-23 en Bydgoszcz (Polonia), terminó quinta en los 100 metros con 11.66 segundos, ganando además la medalla de bronce con el equipo de relevistas suizas, detrás de españolas y francesas, y con un tiempo de 44,07 segundos. A mitad de temporada, asistió al Campeonato Mundial de Atletismo en Londres, donde quedó quinta en relevos 4 x 100 m. Dos semanas después, ganó en la Universiada de Táipei el oro en dicha especialidad, así como quedar octava en los 100 metros (11,62 segundos). 
Al año siguiente llegó a las semifinales del Campeonato Mundial de Atletismo en Pista Cubierta en los 60 metros, siendo eliminada en dicha ronda al quedar octava con una marca de 7,40 s. También en el Campeonato Europeo de Atletismo de Berlín alcanzó las semifinales en la carrera de 100 metros, siendo eliminada con 11,38 segundos. Además, fue cuarta con el equipo combinado en relevos al conseguir llegar en 42,30 segundos. 
En 2019 fue octava en la carrera de 60 metros con 7,30 segundos en el Campeonato Europeo de Atletismo en Pista Cubierta de Glasgow. En julio volvió a participar en la Universiada celebrada en Nápoles, donde consiguió hacerse con dos metales: oro en los relevos 4 x 100 y plata en los 100 metros. En la última cita del año, en el Campeonato Mundial de Atletismo que se celebraba en Doha, si bien quedaba eliminada en la clasificación de los 100 metros, logró quedar cuarta con el equipo de relevos, conformado en esa ocasión junto a Mujinga Kambundji, Sarah Atcho y Salomé Kora, marcando un tiempo de 42,18 segundos, que supuso un nuevo récord nacional para Suiza.
En la temporada 2020, que trastocó muchos planes por culpa de la pandemia de coronavirus, Del Ponte participó en dos de las etapas que conformaban la Liga de Diamante, consiguiendo sendas medallas de oro en las pruebas de 100 metros en los torneos Herculis (en Mónaco), con marca de 11,16 segundos, y la BAUHAUS-galan (Estocolmo), con 11,20 segundos.
En 2021, la temporada se iniciaría en el Campeonato Europeo de Atletismo en Pista Cubierta celebrado en la ciudad polaca de Toruń, donde Del Ponte volvió a llevarse el oro en los 60 metros lisos, al correr concluyendo la carrera en 7,03 segundos. Ya en verano, tras aplazarse por el coronavirus, los Juegos Olímpicos, la suiza viajó con el resto de la delegación helvética a Tokio para participar en sus segundos JJOO. Tras pasar sin complicaciones las rondas eliminatorias, Del Ponte se plantó quinta en la final de los 100 metros, con 10,97 segundos. Este pasaría a ser su récord personal hasta apenas un mes después, en la prueba Weltklasse de Zúrich de la Liga de Diamante, donde acabó siendo bronce y rebajando en cuatro centésimas (10,93 s.) su marca.

## Vida personal
En el plano personal, en 2016 comenzó estudios en la Facultad de Filosofía de la Universidad de Lausana.

## Resultados

### Por temporada
| Representando a Suiza | Representando a Suiza                             | Representando a Suiza | Representando a Suiza | Representando a Suiza | Representando a Suiza |
| --------------------- | ------------------------------------------------- | --------------------- | --------------------- | --------------------- | --------------------- |
| Año                   | Competición                                       | Lugar                 | Puesto                | Modalidad             | Marca                 |
| 2014                  | Campeonato Mundial Júnior de Atletismo            | Eugene                | 5.ª (q H7)            | 100 metros            | 11,99 s.              |
| 2014                  | Campeonato Mundial Júnior de Atletismo            | Eugene                | 5.ª                   | Relevo 4 x 100 m      | 45,02 s.              |
| 2015                  | Campeonato Europeo de Atletismo Sub-20            | Eskilstuna            | 4.ª (q H4)            | 200 metros            | 24,64 s.              |
| 2016                  | Campeonato Europeo de Atletismo                   | Ámsterdam             | 4.ª                   | Relevo 4 x 100 m      | 43,00 s.              |
| 2016                  | Juegos Olímpicos                                  | Río de Janeiro        | 5.ª (q H2)            | Relevo 4 x 100 m      | 43,12 s.              |
| 2017                  | Campeonato Europeo de Atletismo en Pista Cubierta | Belgrado              | 4.ª (SF1)             | 60 metros             | 7,39 s.               |
| 2017                  | Campeonato Europeo de Atletismo Sub-23            | Bydgoszcz             | 5.ª                   | 100 metros            | 11,66 s.              |
| 2017                  | Campeonato Europeo de Atletismo Sub-23            | Bydgoszcz             | 3.ª                   | Relevo 4 x 100 m      | 44,07 s.              |
| 2017                  | Campeonato Mundial de Atletismo                   | Londres               | 5.ª                   | Relevo 4 x 100 m      | 42,51 s.              |
| 2017                  | Universiada                                       | Taipéi                | 8.ª                   | 100 metros            | 11,62 s.              |
| 2017                  | Universiada                                       | Taipéi                | 1.ª                   | Relevo 4 x 100 m      | 43,81 s.              |
| 2018                  | Campeonato Mundial de Atletismo en Pista Cubierta | Birmingham            | 8.ª (SF1)             | 60 metros             | 7,40 s.               |
| 2018                  | Campeonato Europeo de Atletismo                   | Berlín                | 5.ª (SF1)             | 100 metros            | 11,38 s.              |
| 2018                  | Campeonato Europeo de Atletismo                   | Berlín                | 4.ª                   | Relevo 4 x 100 m      | 42,30 s.              |
| 2019                  | Campeonato Europeo de Atletismo en Pista Cubierta | Glasgow               | 8.ª                   | 60 metros             | 7,30 s.               |
| 2019                  | Universiada                                       | Nápoles               | 2.ª                   | 100 metros            | 11,33 s.              |
| 2019                  | Universiada                                       | Nápoles               | 1.ª                   | Relevo 4 x 100 m      | 43,72 s.              |
| 2019                  | Campeonato Mundial de Atletismo                   | Doha                  | 6.ª (q H6)            | 100 metros            | 11,36 s.              |
| 2019                  | Campeonato Mundial de Atletismo                   | Doha                  | 4.ª                   | Relevo 4 x 100 m      | 42,18 s.              |
| 2020                  | Liga de Diamante - Herculis                       | Fontvieille           | 1.ª                   | 100 metros            | 11,16 s.              |
| 2020                  | Liga de Diamante - BAUHAUS-galan                  | Estocolmo             | 1.ª                   | 100 metros            | 11,20 s.              |
| 2021                  | Campeonato Europeo de Atletismo en Pista Cubierta | Toruń                 | 1.ª                   | 60 metros             | 7,03 s.               |
| 2021                  | Juegos Olímpicos                                  | Tokio                 | 5.ª                   | 100 metros            | 10,97 s.              |
| 2021                  | Juegos Olímpicos                                  | Tokio                 | 4.ª                   | Relevo 4 x 100 m      | 42,08 s.              |
| 2021                  | Liga de Diamante - Athletissima                   | Lausana               | 6.ª                   | 100 metros            | 10,97 s.              |
| 2021                  | Liga de Diamante - Meeting de París               | París                 | 7.ª                   | 100 metros            | 11,12 s.              |
| 2021                  | Liga de Diamante - Weltklasse                     | Zúrich                | 3.ª                   | 100 metros            | 10,93 s.              |
| 2022                  | Campeonato Mundial de Atletismo                   | Eugene                | 5.ª (H6)              | 100 metros            | 11,41 s.              |
| 2022                  | Campeonato Europeo de Atletismo                   | Múnich                | 5.ª (H2)              | Relevo 4 x 100 m      | 43,93 s.              |

### Mejores marcas
| Disciplina                       | Marca         | Lugar             | Fecha                   |
| -------------------------------- | ------------- | ----------------- | ----------------------- |
| 60 metros lisos (pista cubierta) | 7,03 s.       | Toruń             | 7 de marzo de 2021      |
| 100 metros lisos                 | 10,93 s.      | Zúrich            | 9 de septiembre de 2021 |
| 200 metros lisos                 | 22,38 s.      | La Chaux-de-Fonds | 14 de agosto de 2021    |
| Relevos 4 x 100 metros           | 42,05 s. (NR) | Tokio             | 5 de agosto de 2021     |